# Mark Birighitti
Mark Birighitti (Perth, 17 april 1991) is een Australisch voetballer die als doelman voor Perth Glory speelt. Birighitti kwam eenmaal uit voor het Australisch voetbalelftal.

## Clubcarrière

### Doorbraak in Australië
Birighitti speelde in de jeugd voor Australian Institute of Sport alvorens hij in 2008 bij Adelaide United terechtkwam. Hij maakte zijn debuut in het betaalde voetbal op 17 oktober 2008 tegen Queensland Roar. Hij was jarenlang tweede keeper achter Eugene Galeković en kwam in vier jaar tijd slechts tot acht competitieoptredens.
In januari 2012 tekende Birighitti een tweejarig contract bij Newcastle Jets. Hier wist hij wel eerste doelman te worden en hield hij Jack Duncan en Ben Kennedy op de bank. Laatstgenoemde kreeg na de zesde speelronde van het seizoen 2014/15 de voorkeur boven Birighitti nadat Newcastle Jets nog geen overwinning had geboekt. In januari 2015 werd Birighitti voor het restant van het seizoen verhuurd aan Serie B-ploeg Varese. Bij zijn eerste Europese club kwam hij echter slechts vier duels in actie. Aan het einde van het seizoen keerde hij terug naar Newcastle Jets, waar hij onder de nieuwe trainer Scott Miller weer eerste doelman werd.

### Swansea City
Op 18 juli 2016 tekende Birighitti een contract tot medio 2018 bij Swansea City. Hij was in het seizoen 2016/17 derde doelman achter Łukasz Fabiański en Kristoffer Nordfeldt en speelde zijn wedstrijden in het reserve-elftal. Aan het einde van het seizoen liep hij zonder succes stage bij Willem II.

### NAC Breda
Op 31 augustus 2017 tekende Birighitti een contract tot medio 2019 met een optie voor een extra seizoen bij NAC Breda, dat het voorgaande seizoen promoveerde naar de Eredivisie. Na een aantal kardinale fouten verloor hij zijn basisplaats als eerste keeper aan Nigel Bertrams. De eerste wedstrijd van het seizoen 2018/19 mocht hij weer spelen. Hierna verloor hij wederom zijn plaats en op 31 augustus 2018 werd zijn contract ontbonden.

### Terugkeer in Australië
Hij vervolgde zijn loopbaan enkele weken later bij Melbourne City. Daar kwam hij niet aan spelen toe en eind juli 2019 liet hij zijn contract ontbinden. Hij vervolgde zijn loopbaan bij Central Coast Mariners. In zijn eerste seizoen eindigde Birighitti met zijn ploeg het seizoen als hekkensluiter. Het volgende seizoen verliep succesvoller. Dankzij een derde plek in de reguliere competitie werd de knockout-fase voor het eerst in zes jaar bereikt. Een jaar later behaalde Central Coast Mariners met Birighitti onder de lat de finale van de Australische voetbalbeker. Melbourne Victory bleek uiteindelijk met 2-1 te sterk. Birighitti speelde uiteindelijk 87 officiële duels voor de Australische ploeg.

### Dundee United
In juli 2022 tekende Birighitti een contract voor twee seizoenen bij Dundee United, de nummer vier van het voorgaande seizoen in de Scottish Premiership. Een week later maakte hij in de seizoensopener tegen Kilmarnock FC (1-1) zijn debuut onder de lat. In zijn eerste seizoen was hij eerste doelman. In zijn tweede seizoen verloor Birighitti zijn plaats onder de lat en aan het einde van het seizoen werd zijn aflopende contract niet verlengt.

### Perth SC en Perth Glory
In januari 2025 keerde Birighitti terug bij zijn jeugdclub Perth SC, na een half jaar zonder club te hebben gezeten. Op 1 juni 2025 werd Birighitti's contract ontbonden, zodat hij uit kon kijken naar een nieuwe club. Drie dagen later tekende hij een tweejarige verbintenis bij Perth Glory.

## Interlandcarrière
Birighitti kwam uit voor verscheidene Australische jeugdelftallen. In 2011 nam hij met Australië onder 20 deel aan het WK in Colombia. Hij speelde alle drie de groepswedstrijden mee.
Op 28 juli 2013 maakte Birighitti zijn debuut in het Australisch voetbalelftal in de EAFF East Asian Cup-wedstrijd tegen China.